# Peștera Vântului
Peștera Vântului este cea mai lungă peșteră din România, cu o lungime totală a galeriilor de 52 km. Se află în Munții Pădurea Craiului, în vecinătatea localității Șuncuiuș.

## Localizare
Peștera Vântului se află în partea nordică a Munților Pădurea Craiului, în defileul carstic cu același nume. Din punct de vedere hidrografic, peștera aparține bazinului Crișului Repede.

## Drum de acces
Situându-se la o distanță de 50 km de Oradea și 100 km de Cluj-Napoca, accesul se poate face fie pe drumul asfaltat DJ 764C, 11 km de la DN 1 (E60), fie pe calea ferată (stația CFR Șuncuiuș).
Intrarea naturală în Peștera Vântului este situată la cca. 2 km SE de localitatea Șuncuiuș, în versantul stâng al văii Crișului Repede, deasupra izvorului din Poiana Frânturii. Deoarece galeria de acces era foarte strâmtă și greu accesibilă a fost blocată și s-a deschis o intrare artificială câțiva zeci de metri distanță, la nivelul activului.

## Descoperire
Peștera a fost descoperită de ing. Bagaméri Béla în anul 1957 și explorată pe 500 m lungime. În următorii zece ani explorările fac ca la sfârșitul anului 1967 lungimea totală a galeriilor cunoscute se depășească 15.000 m. S-au organizat ture de explorare și expediții de anvergură.
În anul 1966, sub conducerea descoperitorului se constituie Cercul Speologilor Amatori din Cluj având ca scop principal continuarea cercetărilor de explorare, cartare și protejare a Peșterii Vântului.
Prima hartă color a peșterii la scara 1:500 este realizată în 1969, pe ea fiind reprezentați 15.283 m de galerii. În anul 1972 timp de 8 zile se lucrează în subteran pentru realizarea de către TVR a unui documentar despre Peștera Vântului. În anul 1978, cu ocazia aniversării a 20 de ani de la descoperirea peșterii, apare albumul foto "Peștera Vântului" semnat de dr. Dan Coman și Valentin Crăciun.
Cercetările și cartările continuă în paralel cu acțiunile de documentare a peșterii descoperindu-se noi sectoare de galerii în diferite puncte ale peșterii. În anul 1979 apare în Buletinul Clubului de Speologie “Emil Racoviță” din București prima descriere geomorfologică a Peșterii Vântului redactată de Szilágyi Árpád, Komíves Emil, Nagy István, Varga Alfonz și Kerekes Károly. Se caută o legătură cu sistemul Izbândiș, însă fără succes. La sfârșitul anului 1989, lungimea totală a galeriilor Peșterii Vântului depășea 40.500 de metri.
În anul 1991 descoperitorul peșterii, ing. Bagameri Bela se retrage după 50 de ani din activitatea speologică. Explorările continuă, iar la sfârșitul anului 2000 lungimea peșterii depășește 47.000 m.

## Descriere
În cele 52 de km de galerii pot fi găsite aproape toate formele endocarstice cunoscute. Accesul în peșteră se face la cel mai jos nivel, acolo unde întregul debit de apă iese la suprafață. Urmând pârâul amonte, pe o galerie largă și înaltă apar formațiuni gigantice, scurgeri parietale și stalactite (Torpila). Înălțimea galeriei scade și curând devine inaccesibilă dar numeroase galerii fosile pot fi urcate în etajele superioare. 
Sunt trei etaje distincte formate din galerii, săli, puțuri și hornuri de dimensiuni și forme foarte diferite cu toate tipurile de speleoteme: stalactite, stalagmite, coloane, scurgeri parietale, cristale, gips. Se diferențiază Labirintul Racoviță, fiind cel mai încurcat sector de peșteră din țară sau Galeria Hipodrom, ca o galerie de metrou.
Galeriile s-au dezvoltat pe patru nivele, dintre acestea cel inferior este activ, pe aceasta pârâul subteran o modelează continuu prin acțiunea ei corozivă și erozivă, iar celelalte trei nivele superioare sunt fosile. Galeriile principale sunt: Galeria Activă, Etajul I, Etajul II, Galeria Albă, Galeria Roșie, Galeria cu Lacuri. Galeriile laterale sunt: Galeria 7 Noiembrie, Galeria 1 Mai, Galeria Moravek, Galeria Mikulaș, etc. Un lucru specific pentru Peștera Vântului o constituie meandrele, care în unele locuri ajung și la 25-30 m înălțime oferind o imagine impozantă.
Majoritatea sălilor s-au format la întâlnirea a două falii, sau ca urmare a prăbușirilor din zona faliilor. Așa sunt Sala Titanilor, Sala Mare, Amfiteatrul, Sala Neagră, Sala Ascunsă.
Și puțurile aflate în peșteră sunt de origine mixtă, unele formate pe brecie de falie, iar altele s-au format pe diaclaze. Rolul lor este important deoarece fac legătura între cele patru nivele de dezvoltare a peșterii. Cele mai importante puțuri sunt: Casa Scărilor, Puțul Greu, Puțul Bükki, Puțul Bagaméri, Puțul din sistemul Torpilei.
În comparație cu mărimea peșterii formațiunile sunt puține, totuși pe alocuri întâlnim stalactite, stalagmite, coloane, draperii, coralite, scurgeri parietale, gururi, cristale de CaCO3 multiforme (helictite), cristale de aragonit și gips cu forme florale (anthodite), monocristale.

## Condiții de vizitare
În anul 2003, în cadrul unui proiect Phare, CSA a deschis oficial un traseu turistic în peșteră. Lungimea acestuia măsoară 730 m. Vizitarea se poate face numai cu însoțire din partea clubului custode pe baza unei planificări prealabile.

## Geologie
Peștera Vântului se dezvoltă într-un pachet de calcare triasice, organogene, care se extinde pe cca. 20 km pătrați și are o grosime de cca. 200 m. formate cu aproximativ 200 milioane de ani în urmă.

## Fauna
Au fost identificate colonii de lilieci formate îndeosebi din Rhinolophus ferrum-equinum si Rhinolophus hipposideros atât la hibernare, cât și pentru reproducere. Există o mare diversitate de nevertebrate înalt specializate (păianjeni, miriapode, melci) care pot fi găsite în peșteră și în solurile bogate în calciu din jurul lor. Multe nevertebrate depind de guanoul liliecilor ca principală sursă de hrană.

## Temperatura
Temperatura medie anuală este de 11.8˚C.